# Svatý Josef
Svatý Josef byl manžel Panny Marie, která porodila Ježíše Krista jako Božího Syna (Boha Otce) skrze moc Ducha Svatého. Josef byl synem Jakoba (Jakuba) z kmene Judy. Jeho památku slaví celý římskokatolický svět 19. března, oslavuje ho jako světce také církev řeckokatolická, starokatolická, koptská a pravoslavná.

## Svatý Josef v evangeliích

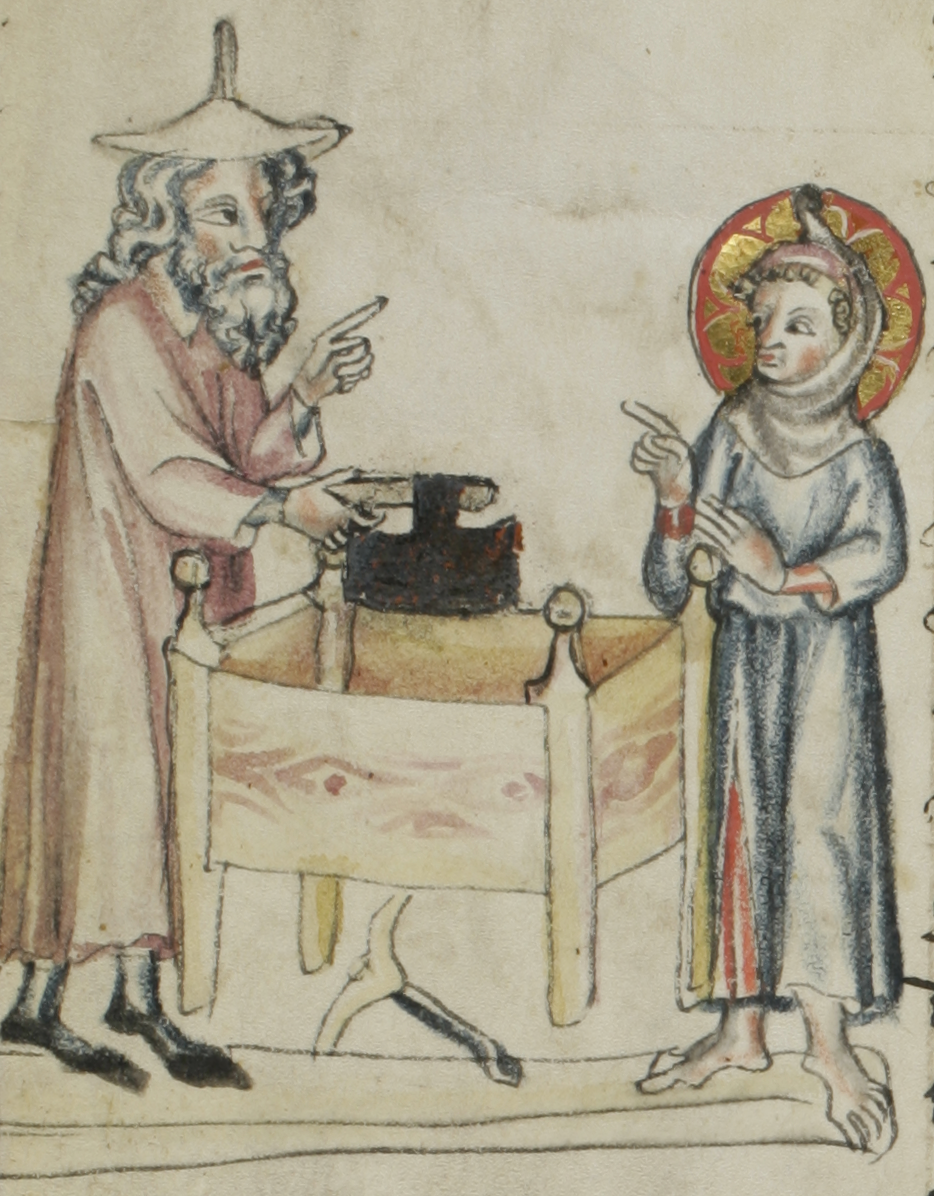
Dítě Ježíš nařizuje Josefovi, aby vzkřísil mrtvého muže. Iluminovaný rukopis, Klosterneuburg 1340

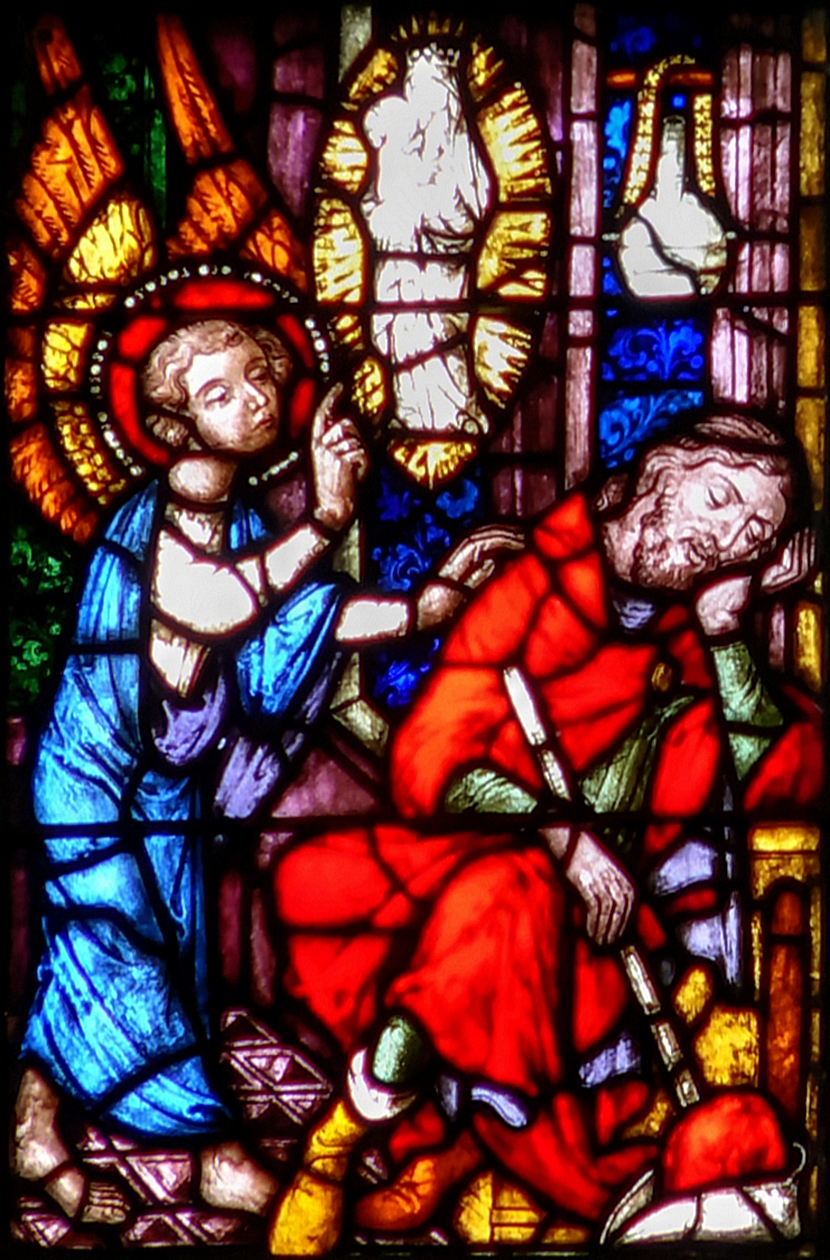
Josefův sen o Panně Marii s dítětem Ježíšem, sklomalba z mariánského okna, kolem 1385, Ulm, Münster

V českém prostředí se tradičně uvádí, že sv. Josef byl povoláním tesař, použité řecké slovo τέκτων (tekton, odtud je odvozeno slovo technika) má však obecnější význam, označuje „muže, který pracuje se dřevem, kameny či železem“. Podle sv. Justina Mučedníka, Kristova krajana a téměř současníka, se v Palestině prvního století rozuměl pod tímto slovem výrobce zemědělských nástrojů. Podle židovské tradice je také pravděpodobné, že vyučil tesařskému řemeslu i Ježíše samotného – vyučit syna řemeslu je v talmudu součást povinnosti vyživovat své dítě. Židovský christolog Géza Vermes poznamenává, že v talmudu se slovo „tesař“ někdy používá jako označení vzdělaného muže (židovští mudrci se zpravidla živili manuální prací).
Josef byl s Pannou Marií zasnouben, ale než „se sešli“, počala z Ducha Svatého (Mt 1,18). Protože Josef byl spravedlivý a nechtěl ji vystavit hanbě, rozhodl se ji potají propustit. Ve snu se mu však zjevil anděl Páně a řekl, že se nemá bát Marii k sobě přijmout, protože to, co v ní bylo počato, bylo z Ducha Svatého, a že se jí narodí syn, kterému má dát jméno Ježíš.
To se taky pak stalo. Mezitím ale podle nařízení císaře Augusta (LK 2,1) probíhalo v Izraeli sčítání lidu a protože Josef byl z Davidova rodu, musel se jít s těhotnou Marií nechat zapsat do Judska, do Betléma a shodou okolností se stalo, že se Ježíš narodil tam. Po narození se mu přišli klanět mudrci od východu – tři králové – a když odešli, zjevil se Josefovi zase anděl, který mu řekl, že má vzít dítě a matku a prchnout do Egypta, protože Herodes bude v Betlémě hledat dítě a bude ho chtít zahubit. Poté tedy prchli do Egypta, kde byli až do Herodovy smrti.
Když Herodes zemřel, Josefovi to zase oznámil anděl Páně, s tím, že se má vrátit zpátky do Izraelské země (Mt 2,21).
Protože ale v Judsku kraloval Archealos, Herodův syn, šel Josef raději (na pokyn, který dostal ve snu) do Galileje, do Nazareta.
V Markově evangeliu jsou uváděni Ježíšovi „bratři“ Jakub, Josef, Juda a Šimon a nejmenované „sestry“. Také v Listu Galatským je zmíněn „Jakub, bratr Páně“. Zejména evangelíci proto věří, že Ježíš nebyl jediným Josefovým potomkem. Naopak katolíci argumentují, že ve Starém zákoně se tato označení běžně používala pro jakékoli blízké příbuzné – proto možnost dalších Josefových potomků většinou principiálně nevyvracejí, ale nenacházejí pro ně žádné doklady.

## Ikonografie
Sv. Josef bývá vyobrazen v truhlářské dílně s pracovními nástroji. Ke spícímu Josefovi přilétá anděl se zprávou o Ježíšově narození. Typ vyobrazerní Sacra familia jej ukazuje s Pannou Marií a novorozeným Ježíšem. Pokud oba vedou Ježíše batole za ruku, nazývá se obraz Dětství Kristovo. Josef s poutnickou holí a oslem je vyobrazen na cestě do Egypta. Jako reprezentační figura stojí s bílou lilií a dítětem Ježíšem v náručí. Ve scéně Kristova narození může jen sedět spící nebo pomáhá v péči o Ježíška - drží lžíci nebo míchá kaši v kotlíku. Ve skupině světců bývá zobrazen jako člen Svaté rodiny. V legendě vrcholí jeho životní osudy smrtí na lůžku, kde jej oplakávají Panna Marie a Ježíš..

## Kult a patrocinium
Úcta ke sv. Josefovi je poměrně pozdního data. Za svatého byl prohlašován před rokem 1000 nejdříve jen v koptské církvi, Od 15. století byla přiznána jeho ochrana rodiny a záchrana před pronásledováním. Roku 1074 mu byla zasvěcena oratoř katedrály v Parmě a brzy následovaly další kostely a oltáře (Bologna, Avignon, Řím).
Svatý Josef je patronem šťastné hodinky smrti tj. chrámových pohřebních bratrstev, dále profesí tesařů, truhlářů či řezbářů, bečvářů a kolářů. Josefova bílá lilie je atributem duchovní čistoty. Ve španělsky mluvících zemích bývá sv. Josef zobrazován s větvičkou nardu (Nardostachys jatamansi); tu si jako výraz úcty ke sv. Josefu dal do znaku i papež František.
Roku 1654 byl svatý Josef prohlášen spolupatronem Českých zemí. Jeho zpodobení se tehdy začala šířit systematicky: Kašna se sochou na josefském morovém sloupu (1698) v Praze na Karlově náměstí před Novoměstskou radnicí. Dále je patronem kapucínských chrámů, poutí a trhů, například Josefská pouť bývala v Praze na Josefském náměstí před kostelem sv. Josefa, dnešním Náměstí Republiky.